# حميد ألماس
حميد ألماس (مواليد 21 يونيو 1992) لاعب كرة قدم إماراتي يجيد اللعب في الوسط .
لعب سابقاً لأندية الفجيرة والجزيرة و دبا الفجيرة .

## روابط خارجية
- حميد ألماس على موقع Soccerway.com (الإنجليزية)